# 檸檬灣 (加利福尼亞州)
檸檬灣（英語：Lemon Cove）是位於美國加利福尼亞州圖萊里縣的一個人口普查指定地區。

## 地理
檸檬灣的座標為36°22′53″N 119°01′33″W / 36.38139°N 119.02583°W，而該地最高點為海拔高度153米（即502英尺）。

## 人口
根據2010年美國人口普查的數據，檸檬灣的面積為15.081平方千米，當中陸地面積為15.081平方千米，而水域面積為0.000平方千米。當地共有人口308人，而人口密度為每平方千米20人。